# Bandera cuadrilonga
La bandera cuadrilonga es uno de los símbolos oficiales de las ciudades colombianas de Cartagena de Indias, Barranquilla, El Carmen de Bolívar, Malambo y Tenerife. La cuadrilonga fue la primera bandera de Colombia como nación independiente y fue la segunda bandera de la guerra independentista de la Nueva Granada. La bandera siguió como estandarte nacional hasta 1861, cuando el presidente Tomás Cipriano de Mosquera adoptó por decreto el tricolor mirandino.
Se denomina "cuadrilonga" por estar compuesta de tres cuadriláteros concéntricos. Es un pabellón con tres rectángulos largos, el más externo rojo, el central, amarillo, y el interior, verde. En el centro del rectángulo verde está dispuesta una estrella blanca de ocho puntas. Fue el estandarte que enarbolaron los patriotas de las localidades de la provincia de Cartagena durante la campaña independentista.
Esta bandera fue adoptada por los patriotas que lograron la Independencia de Cartagena, fue creada y adoptada el 17 de noviembre de 1811 por el Estado Libre de Cartagena. Allí fue juramentada por las tropas acantonadas que se preparaban para cumplir, bajo el mando de Simón Bolívar, la campaña del Magdalena y la Campaña Admirable. En esta última, durante la batalla de Bárbula, murió Atanasio Girardot al ser alcanzado por una bala de fusil, cuando trataba de fijar este pabellón en la altura conquistada. 
La bandera es izada por las autoridades locales durante actos oficiales y días patrios, así como por distintas entidades estatales y educativas.

## Historia
En el año 1811, los patriotas que lograron la Independencia de Cartagena adoptaron emblemas propios, entre ellos una bandera compuesta por tres rectángulos o cuadrados largos de colores rojo (el más externo), amarillo y verde (el más interno).
Por ser la provincia de Cartagena un pueblo soberano e independiente desde su declaratoria de 1811,  tenía derecho a decretar sus insignias, bandera y escudo de Armas. El pabellón del Estado de Cartagena fue escogido durante la convención de 1812 y consistió en “tres cuadros concéntricos de color rojo, amarillo y verde, con una estrella blanca de 8 radios en el centro”. La bandera de Cartagena era el pabellón nacional  ya que fue la primera de la actual Colombia y la segunda de Hispanoamérica, al ser adoptada en 1814 por el congreso de las Provincias Unidas de la Nueva Granada, estando presente en todas las batallas libradas desde 1813 hasta 1821.

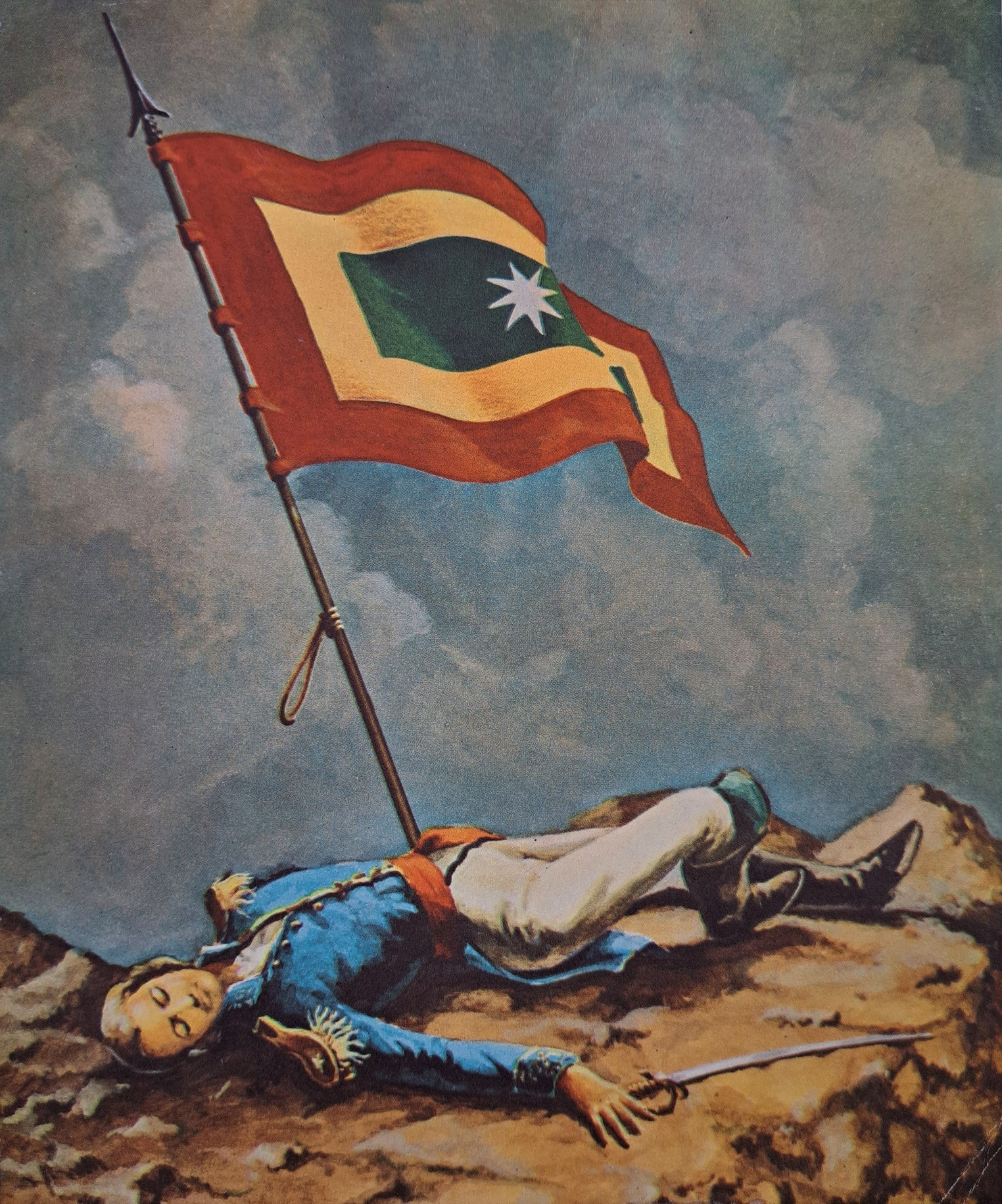
Muerte del coronel Atanasio Girardot en la cima del Bárbula.

Este pabellón fue llevado por Simón Bolívar durante la Campaña del Magdalena en 1812, y la Campaña Admirable de 1813 que culminó con la liberación de Caracas, a donde llegó el libertador con la bandera cartagenera en sus manos. Además, durante la batalla de Bárbula, murió el prócer Atanasio Girardot al ser alcanzado por una bala de fusil, cuando trataba de fijar este pabellón en la altura conquistada.
En 1814, el Congreso reunido en Tunja la adoptó como emblema de las Provincias Unidas de la Nueva Granada.
Es símbolo de El Carmen de Bolívar ya que fue izada en la Batalla de Mancomoján (1812), esto conllevó a que el gobernador del Estado de Cartagena le diera honores con este importante hecho a esta ciudad.
En 1910, el concejo de Barranquilla aprobó continuar honrando la bandera cuadrilonga, que fue la primera que enarbolaron los patriotas barranquilleros durante la causa independentista, pues Barranquilla en esa época formó parte del Estado Libre de Cartagena.

## Disposición y significado de los elementos
La bandera consta de tres cuadrados alargados concéntricos, el más exterior rojo, el siguiente amarillo, y el más interno verde. Dentro de este último se halla una estrella de ocho puntas de color blanco. A pesar de que no se sabe a ciencia cierta cuál es el significado de los colores, y de que no se conoce ningún documento que los explique, se puede establecer lo siguiente:
- El rojo simboliza la sangre de los patriotas.

- El amarillo representa el sol de la libertad y la riqueza de la tierra

- El verde, la esperanza de una patria digna.

- La estrella de plata de ocho puntas simboliza las ocho municipalidades que formaban el Estado Libre de Cartagena.